# 이시카와 마사노리
이시카와 마사노리(일본어: 石川 雅規, 1980년 1월 22일 ~ )는 일본의 프로 야구 선수이며, 현재 센트럴 리그인 도쿄 야쿠르트 스왈로스의 소속 선수(투수)이다.

## 생애

### 프로 입단 전
아키타 시립 아키타 상업고등학교 시절에는 에이스로서 제79회 전국 고등학교 야구 선수권 대회에 출전했다. 1차전인 시마네 현립 하마다 고등학교와의 대결에서는 와다 쓰요시와의 투수전을 펼친 끝에 완투승을 거뒀고 계속되는 2차전 상대인 오키나와 현립 우라소에 상업고등학교전에서는 완투하였음에도 불구하고 8실점을 허용해 팀은 패했다. 같은 연배의 선수인 후지타 다이요, 니베 사토시, 우시로마쓰 주에이와 함께 아키타 현내에서 세간의 주목을 받았다.
1998년 아오야마가쿠인 대학에 진학하여 스크루볼을 습득해 도토 대학 리그에서의 에이스로서 활약했는데 소카 대학전에서는 연장 18회까지 완투를 했다. 대학 3학년 때 시드니 올림픽의 국가 대표팀 선수로 발탁되어 출전해 예선에서는 후에 야쿠르트 스왈로스에서 팀 동료가 되는 후루타 아쓰야와 함께 배터리를 짰다. 대학 시절의 통산 기록은 51경기에 출전하여 23승 8패, 평균 자책점 1.63, 탈삼진 284개를 남겼고 최고 수훈 선수 1회(2학년 춘계), 최우수 투수 3회(2학년 춘계·추계, 4학년 춘계), 베스트 나인 3차례(2학년 춘계·추계, 4학년 춘계)를 수상했다.
2001년, 자유 획득 범위로 야쿠르트 스왈로스에 입단했고 중학교 시절 1년 선배였던 가마다 유야도 작년 2000년에 야쿠르트에 입단했다.

### 프로 입단 후

#### 2002년
춘계 스프링 캠프에서 1군에 합류했고 개막전 1군 엔트리에서 제외되었지만 4월 4일의 히로시마 도요 카프전(메이지 진구 야구장)에서 선발 등판해 6과 2/3이닝을 무실점으로 호투하는 등 첫 승리 투수가 되었다. 그 해에는 신인이면서 선발 로테이션을 계속 지키는 등 시즌 12승을 기록하여 센트럴 리그 신인왕을 수상했다.

#### 2003년
프로 2년차의 징크스라는 말도 있었으나 시즌을 통해 선발 로테이션을 계속 지켰다. 7월 13일에는 자신의 고향인 아키타 현에서 개선 등판해 승리 투수가 되었고 이를 계기로 자신의 고향에 금의 환향했다. 시즌 12승을 기록하면서 우수 JCB·MEP상을 수상했고 시즌 종료 후 대학 시절의 동창생이었던 전직 항공사 여승무원과 결혼했다.

#### 2004년
춘계 스프링 캠프 도중에 발병한 왼쪽 팔꿈치 통증의 영향으로 시즌 개막은 2군에서 맞이했고 4월 중순에는 1군에 승격되었다. 그 후는 선발 로테이션을 지키면서 시즌 11승을 기록했다.

#### 2005년
시즌 종료 후 왼발을 피로골절했지만 개막을 제때에 맞추었고 처음으로 개막전 선발 투수를 맡아 7이닝 1실점으로 승리 투수가 되었다. 6월에는 교류전의 휴양일의 영향으로 자신으로서는 처음으로 시즌 중 2군에 내려가는 경험을 했고 4년 연속 두 자릿수 승리(구단에서는 사토 스스무, 니시무라 다쓰지에 이은 세 번째)를 기록했다.

#### 2006년
2년 연속 개막전 선발 투수를 맡아 6이닝 2실점을 기록하며 승리 투수가 되었다. 7월에는 감독 추천으로 올스타전에 첫 출전했고 1차전에서는 센트럴 리그 팀의 3번째 투수로서 등판해 2이닝을 던져 1개의 탈삼진과 무실점으로 호투했다. 팀의 로테이션 투수가 안정되지 않는 와중에 유일하게도 1년을 통해 로테이션을 끝까지 지키는 시즌 10승을 올렸다. 야쿠르트에서는 구단 역사상 최초이자 센트럴 리그에서는 호리우치 쓰네오, 에나쓰 유타카에 이은 세 번째이며 입단 첫 해부터 5년 연속의 두 자릿수 승리 기록을 달성했다.

#### 2007년
시즌 초반에는 부진에 시달리면서 중간 계투로 배치 전환되었고 5월에는 2군으로 내려갔다. 1군에 다시 복귀한 이후에도 뚜렷한 활약을 보여주지 못하는 등 6월에는 다시 2군으로 떨어졌다. 시즌 중반에는 회복되었고 7점 대였던 평균 자책점을 4점대까지 개선시켰을 뿐만 아니라 9월 13일의 요미우리 자이언츠전(메이지 진구 야구장)에서 프로 데뷔 후 첫 완봉승을 기록했다. 성적은 시즌 초반 부진의 영향으로 입단 이후 처음으로 규정 투구 이닝을 채우지 못했고 개인 최저 기록인 4승에 그쳤다.

#### 2008년
그 해부터 투수 캡틴으로 발탁되었고 슈트를 습득하면서 시즌에 임했다. 자신으로서는 3번째인 개막전 투수를 맡아 6과 2/3이닝 2실점을 기록하며 승리 투수가 되었고 4월까지 5승, 평균 자책점 1점대를 기록해 월간 MVP를 수상했다. 교류전에서는 12개 구단 중 1위인 평균 자책점 1.18이라는 좋은 성적을 남겼다. 8월에는 통산 두 번째이자 감독 추천으로 올스타전에 출전해 2차전에는 팀의 두 번째 투수로서 등판, 승리 투수가 되었다. 2008년에는 개인 최다 이닝수를 던져 작년 시즌의 부진에서 벗어나는 활약을 보였지만 타선의 지원을 받지 못해서 승수는 12승에 머물렀다.
10월 12일 요코하마 베이스타스전(메이지 진구 야구장)에서는 시즌 첫 구원으로 등판해 1/3이닝 무실점으로 호투, 히로시마의 콜비 루이스를 0.003차로 역전해 첫 타이틀이 되는 최우수 평균 자책점을 획득함과 동시에 골든 글러브상을 수상했다.

#### 2009년
2009년부터는 야쿠르트 선수 회장으로 부임했고 2년 연속이 되는 개막전 선발 투수로 등판했지만 4이닝 5실점에서 KO되어 패전 투수가 되었고 주니치 드래건스전에서는 시즌 첫 승리 투수가 되었다. 전반기에서는 부진에 시달렸지만 후반기부터 컨디션을 끌어올려 다테야마 쇼헤이와 함께 야쿠르트 투수진의 일원으로서 활약했다. 클라이맥스 시리즈 진출이 걸린 10월 9일 한신 타이거스전에서는 7과 1/3이닝 무자책점을 기록하며 승리 투수가 되어 팀의 클라이맥스 시리즈 첫 진출에 기여했다. 그 해에는 개인 최다인 13승을 기록했고 승률은 프로 8년째에 처음으로 6할을 넘었다.

#### 2010년
3년 연속 개막전 선발 투수를 맡았지만 무너질 정도의 투구로 개막 이후부터 6연패에 빠졌고 평균 자책점은 4점대에 머물 정도로 부진에 시달렸다. 다카다 시게루 감독이 팀 성적 부진에 대한 책임을 물어 감독직에서 물러난 직후의 경기에서는 간신히 첫 승리를 거뒀지만 6월이 종료된 시점에서 2승 8패라는 저조한 성적을 남겼다. 그러나 7월 이후에는 급격하게 만회했고 7월에는 통산 두 번째인 월간 MVP를 수상하여 무상의 11연승을 기록하는 등 안정감을 자랑했다. 최종적으로는 13승 8패, 평균 자책점 3.53을 남겨 거의 같은 성적까지 회복하여 시즌을 마쳤다.

#### 2011년
작년과 마찬가지로 4년 연속 개막전 선발 투수를 맡았고 5월 14일 요코하마 베이스타스전(요코하마 스타디움)에서는 역대 128번째의 개인 통산 100승을 달성했다(구단에서는 통산 5번째). 프로 10년차의 100승 달성은 야쿠르트 구단으로서는 가네다 마사이치에 뒤를 이은 가장 빠른 기록이다. 그 해에는 최종적으로 10승을 기록, 4년 연속 두 자릿수 승리 기록을 달성했다.

## 상세 정보

### 출신 학교
- 아키타 시립 아키타 상업고등학교
- 아오야마가쿠인 대학

### 선수 경력
프로팀 경력
- 야쿠르트 스왈로스·도쿄 야쿠르트 스왈로스(2002년 ~ )

국가 대표 경력
- 2000년 시드니 올림픽 일본 국가대표팀

### 수상·타이틀 경력

#### 타이틀
- 최우수 평균 자책점 : 1회(2008년)

#### 수상
- 신인왕(2002년)
- 스피드업상 : 1회(2002년)
- 우수 JCB·MEP상 : 1회(2003년)
- 골든 글러브상 : 1회(2008년)
- 월간 MVP : 3회(2008년 3·4월, 2010년 7월, 2015년 9월)
- 최우수 배터리상 : 1회(2015년, 포수 : 나카무라 유헤이)

### 개인 기록

#### 투수 기록
- 첫 등판·첫 선발·첫 승리 : 2002년 4월 4일, 히로시마 도요 카프 3차전(메이지 진구 야구장), 6과 2/3이닝 무실점
- 첫 탈삼진 : 상동, 1회초에 마에다 도모노리로부터 헛스윙 삼진
- 첫 완투 승리 : 2002년 9월 8일, 대 주니치 드래곤스 24차전(메이지 진구 야구장), 9이닝 1실점
- 첫 완봉 승리 : 2007년 9월 13일, 대 요미우리 자이언츠 23차전(메이지 진구 야구장)
- 첫 홀드 : 2008년 10월 12일, 대 요코하마 베이스타스 24차전(메이지 진구 야구장), 7회초 1사에 4번째 투수로서 구원 등판, 1/3이닝 무실점

#### 타격 기록
- 첫 안타 : 2002년 5월 6일, 대 한신 타이거스 7차전(한신 고시엔 구장), 3회초에 안도 유야로부터 우전 안타
- 첫 타점 : 2002년 9월 8일, 대 주니치 드래곤스 24차전(메이지 진구 야구장), 4회말에 노구치 시게키로부터 유격 적시 내야 안타

#### 기록 달성 경력
- 통산 1000투구 이닝 : 2008년 5월 29일, 대 홋카이도 닛폰햄 파이터스 2차전(메이지 진구 야구장), 1회초 1사에 다카구치 다카유키를 투수 앞 희생타로 달성 ※역대 311번째
- 통산 1500투구 이닝 : 2010년 9월 28일, 대 요코하마 베이스타스 23차전(요코하마 스타디움), 1회말 1사에 이시카와 다케히로를 흘려 보내면서 삼진으로 달성 ※역대 163번째
- 통산 100승 : 2011년 5월 14일, 대 요코하마 베이스타스 5차전(요코하마 스타디움), 8과 2/3이닝 6피안타 무볼넷 무실점 ※역대 128번째
- 통산 1000탈삼진 : 2012년 8월 21일, 대 요미우리 자이언츠 15차전(메이지 진구 야구장), 5회초에 다니 요시토모로부터 ※역대 132번째
- 통산 150승 : 2016년 8월 27일, 대 한신 타이거스 21차전(한신 고시엔 구장), 8과 2/3이닝 6피안타 2실점 ※역대 48번째

#### 기타
- 개막전 선발 투수 : 7회(2005년, 2006년, 2008년 ~ 2012년)
- 올스타전 출장 : 2회(2006년, 2008년)

### 등번호
- 19(2002년 ~ )

### 연도별 투수 성적
| 연 도       | 소 속       | 등 판 | 선 발 | 완 투 | 완 봉 | 무 4 구 | 승 리 | 패 전 | 세 이 브 | 홀 드 | 승 률 | 타 자 | 이 닝  | 피 안 타 | 피 홈 런 | 볼 넷 | 고 4 | 몸 맞 | 탈 삼 진 | 폭 투 | 보 크 | 실 점 | 자 책 점 | 평 자 책 | W H I P |
| ----------- | ----------- | ----- | ----- | ----- | ----- | ------- | ----- | ----- | -------- | ----- | ----- | ----- | ------ | -------- | -------- | ----- | ---- | ----- | -------- | ----- | ----- | ----- | -------- | -------- | ------- |
| 2002년      | 야쿠르트    | 29    | 28    | 2     | 0     | 2       | 12    | 9     | 0        | --    | .571  | 735   | 178.1  | 183      | 20       | 29    | 2    | 2     | 104      | 5     | 3     | 76    | 66       | 3.33     | 1.19    |
| 2003년      | 야쿠르트    | 30    | 30    | 3     | 0     | 2       | 12    | 11    | 0        | --    | .522  | 793   | 190.0  | 201      | 21       | 33    | 4    | 7     | 97       | 3     | 1     | 88    | 80       | 3.79     | 1.23    |
| 2004년      | 야쿠르트    | 27    | 27    | 1     | 0     | 0       | 11    | 11    | 0        | --    | .500  | 708   | 163.1  | 200      | 21       | 22    | 2    | 5     | 72       | 4     | 1     | 90    | 79       | 4.35     | 1.36    |
| 2005년      | 야쿠르트    | 26    | 25    | 0     | 0     | 0       | 10    | 8     | 0        | 0     | .556  | 637   | 149.2  | 180      | 18       | 24    | 1    | 4     | 105      | 7     | 0     | 82    | 81       | 4.87     | 1.36    |
| 2006년      | 야쿠르트    | 29    | 28    | 0     | 0     | 0       | 10    | 10    | 0        | 0     | .500  | 648   | 151.0  | 191      | 12       | 17    | 1    | 3     | 81       | 4     | 0     | 82    | 76       | 4.53     | 1.38    |
| 2007년      | 야쿠르트    | 26    | 15    | 3     | 2     | 2       | 4     | 7     | 0        | 2     | .364  | 405   | 96.2   | 104      | 15       | 16    | 2    | 5     | 50       | 2     | 0     | 51    | 47       | 4.38     | 1.24    |
| 2008년      | 야쿠르트    | 30    | 29    | 3     | 1     | 2       | 12    | 10    | 0        | 1     | .545  | 792   | 195.0  | 180      | 21       | 41    | 2    | 4     | 112      | 2     | 0     | 59    | 58       | 2.68     | 1.13    |
| 2009년      | 야쿠르트    | 29    | 29    | 3     | 0     | 0       | 13    | 7     | 0        | 0     | .650  | 810   | 198.1  | 203      | 25       | 28    | 3    | 6     | 84       | 4     | 0     | 81    | 78       | 3.54     | 1.16    |
| 2010년      | 야쿠르트    | 28    | 28    | 2     | 1     | 1       | 13    | 8     | 0        | 0     | .619  | 783   | 186.1  | 209      | 20       | 27    | 1    | 7     | 98       | 9     | 0     | 81    | 73       | 3.53     | 1.27    |
| 2011년      | 야쿠르트    | 27    | 27    | 1     | 0     | 0       | 10    | 9     | 0        | 0     | .526  | 731   | 178.1  | 168      | 18       | 42    | 2    | 5     | 127      | 1     | 0     | 57    | 54       | 2.73     | 1.18    |
| 2012년      | 야쿠르트    | 27    | 27    | 2     | 1     | 0       | 8     | 11    | 0        | 0     | .421  | 721   | 172.2  | 175      | 14       | 41    | 2    | 5     | 100      | 4     | 0     | 77    | 69       | 3.60     | 1.25    |
| 2013년      | 야쿠르트    | 24    | 24    | 2     | 0     | 1       | 6     | 9     | 0        | 0     | .400  | 623   | 148.1  | 149      | 15       | 33    | 1    | 6     | 85       | 6     | 1     | 73    | 58       | 3.52     | 1.23    |
| 2014년      | 야쿠르트    | 27    | 27    | 2     | 2     | 0       | 10    | 10    | 0        | 0     | .500  | 725   | 165.0  | 181      | 20       | 49    | 1    | 6     | 101      | 2     | 0     | 97    | 87       | 4.75     | 1.39    |
| 2015년      | 야쿠르트    | 25    | 25    | 1     | 1     | 1       | 13    | 9     | 0        | 0     | .591  | 598   | 146.2  | 150      | 16       | 28    | 1    | 3     | 90       | 3     | 0     | 59    | 54       | 3.31     | 1.21    |
| 2016년      | 야쿠르트    | 20    | 20    | 0     | 0     | 0       | 8     | 8     | 0        | 0     | .500  | 500   | 116.2  | 126      | 15       | 33    | 1    | 2     | 52       | 3     | 1     | 59    | 58       | 4.47     | 1.35    |
| 통산 : 15년 | 통산 : 15년 | 404   | 389   | 25    | 8     | 11      | 152   | 137   | 0        | 3     | .526  | 10209 | 2436.1 | 2600     | 271      | 463   | 26   | 70    | 1358     | 59    | 7     | 1112  | 1018     | 3.76     | 1.26    |

- 2016년 시즌 종료 기준
- 굵은 글씨는 시즌 최고 성적.